# Adília de Albuquerque Moraes
Adília Coelho de Albuquerque, Adília de Luna Freire ou Adília de Albuquerque Moraes (Icó, 12 de dezembro de 1874 — 2 de novembro de 1942) foi uma escritora, educadora e feminista brasileira.

## Vida
Nascida em 12 de dezembro de 1874, em Icó, município do Ceará, era filha de Maria Leontina Coelho de Albuquerque e de José Pinto Coelho de Albuquerque, um político cearense. Publicou artigos na imprensa cearense sob o nome de Adília Coelho de Albuquerque e Adília Pinto Coelho de Albuquerque. Com o primeiro casamento, passou a se chamar Adília de Luna Freire.

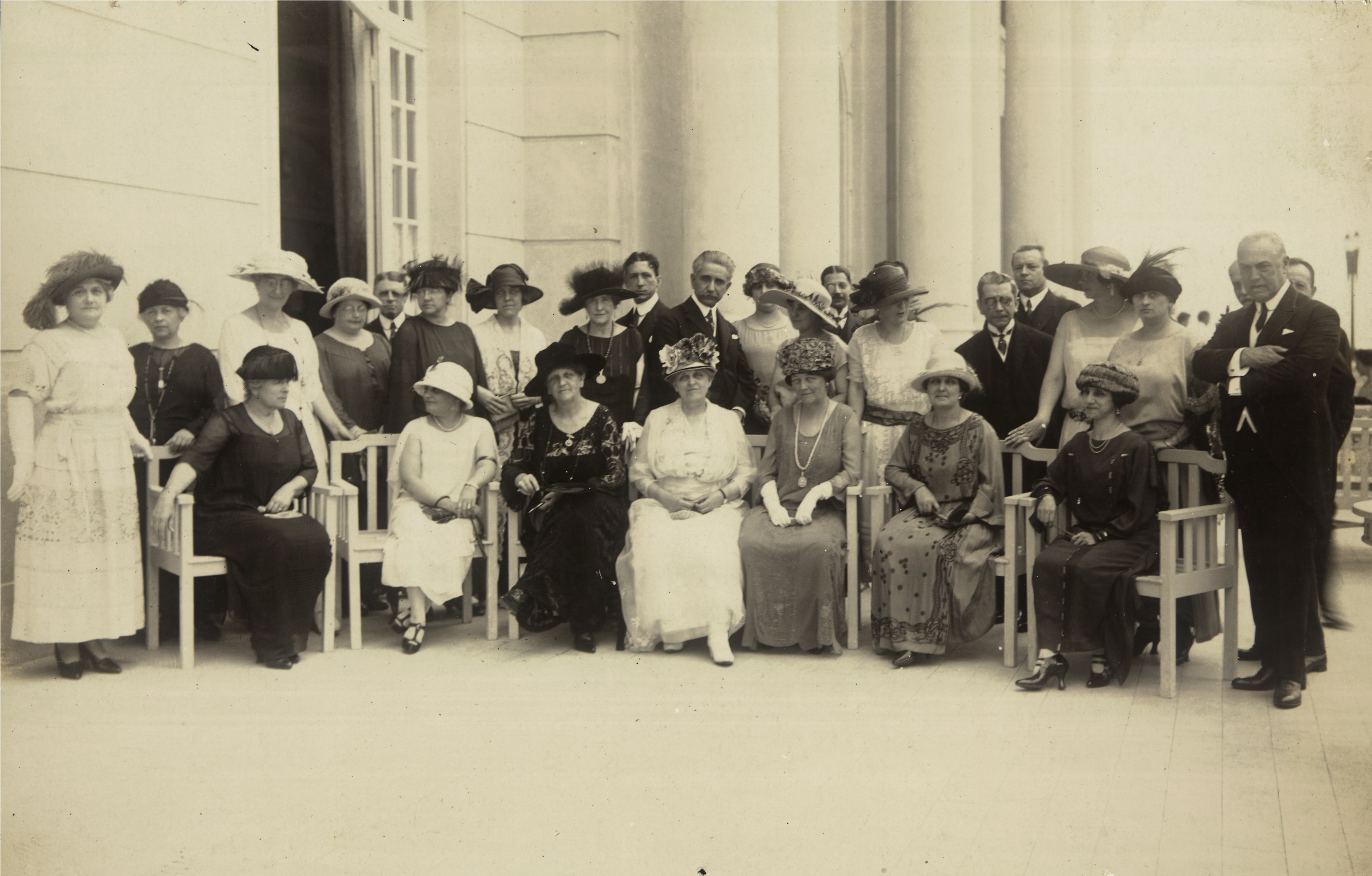
I Congresso Internacional Feminista, no Rio de Janeiro.

Ficou viúva aos 19 anos e dedicou-se aos estudos na Escola Normal do Ceará. Sua participação na imprensa cearense começa ainda na fase estudantil, quando publica uma crônica no jornal A República. Formou-se em 1902 e prestou concurso para professora de português na mesma escola, onde passou a lecionar. Mais tarde, exerceu a função de inspetora federal do ensino.
Casou-se em 1910 com Tancredo Moraes, um escritor e advogado, adotando o sobrenome e passando a se chamar Adília de Albuquerque Moraes. Mudaram-se para o bairro da Praia do Peixe, nome pelo qual Adília organizou um movimento para alterar para Praia de Iracema, em homenagem à protagonista do romance de José de Alencar, cujo nome se mantém até hoje.
Utilizou a imprensa como forma de disseminação das ideais de direitos políticos e sociais às mulheres, tendo representado o Ceará no I Congresso Internacional Feminista, realizado pela Federação Brasileira pelo Progresso Feminino, no Rio de Janeiro.
Uma de suas frases mais famosas é: 

[...] Abrem-se agora, para nós, mulheres as portas até então vedadas do recinto dos Parlamentos, onde penetraremos, em breve, com o denodo e coragem necessários para "defendermo-nos, a nós mesmos, ao nosso lar, e melhoramos as condições de vida e crenças pela instituição de leis sadias. [...]— Adília de Albuquerque Moraes, Jornal O Povo, 21 de novembro de 1932.
Aposentou-se da carreira de professora em 1924. Escreveu crônicas e artigos para diversos jornais, como como A República, Correio do Ceará, Gazeta de Notícias, Unitário, O Estado, O Nordeste, A Razão, Ceará lustrado e O Povo. Em 1934, ingressou no Partido Liberal Evolucionista do Ceará, tentando concorrer à Câmara Federal e à Assembleia Constituinte do Ceará.

## Obras
- Crônicas da Escola Normal;
- Livros didáticos de gramática e história.

## Morte
Adília morreu em 2 de novembro de 1942, no Rio de Janeiro, aos 67 anos.